# MDPI
MDPI ist der größte Herausgeber von wissenschaftlichen Open-Access-Fachzeitschriften. MDPI werden seit 2014 Praktiken des Predatory Publishing vorgeworfen. Die Publikationsförderung wurde von mehreren Universitäten eingeschränkt. Den Zeitschriften International Journal of Environmental Research and Public Health und Journal of Risk and Financial Management wurde 2023 der Impact Factor entzogen.

## Geschichte
Der eingetragene Verein Molecular Diversity Preservation International wurde 1996 von Shu-Kun Lin und Benoit R. Turin in Basel mit dem Ziel gegründet, eine Sammlung von seltenen Naturstoffen aufzubauen und zu präservieren. Zur Dokumentation wurde die Fachzeitschrift Molecules mit Springer gegründet und im Folgejahr unter alleiniger Herausgeberschaft des Vereins als Open Access herausgegeben. Der Verein wurde im Zuge der Übergabe der Sammlung an die MDPI Sustainability Foundation 2012 aufgelöst und die Sammlung als Chemical Samples Collection fortgeführt.
Im Mai 2010 erfolgte die Ausgründung des kommerziellen Open-Access-Verlags MDPI AG mit Registrierung durch Shu-Kun Lin und Dietrich Rordorf in Basel. Das Akronym des Vereins blieb erhalten und sollte nun für Multidisciplinary Digital Publishing Institute stehen.
MDPI setzt hauptsächlich auf Artikelbearbeitungsgebühren, um die Abwicklung der Begutachtung und die Publikation der wissenschaftlichen Artikel zu gewährleisten. MDPI wird nach Eigenangaben von mehr als 67.200 aktiven Wissenschaftlern und akademischen Editoren unterstützt. Über 263.500 Autoren haben danach mit MDPI publiziert (Stand: November 2020). MDPI ist Mitglied des Committee on Publication Ethics (COPE), der International Association of Scientific, Technical, and Medical Publishers (STM) und der Open Access Scholarly Publishing Association (OASPA).

## Wissenschaftliche Fachzeitschriften
Mit Stand Januar 2025 publiziert MDPI 450 akademische Zeitschriften aus verschiedenen Fachgebieten; davon sind 150 in der wissenschaftlichen Datenbank Web of Science indexiert. In den Journal Citation Reports, die wie Web of Science von Thomson Reuters geführt werden, wird laut MDPI im Jahr 2020 für 80 MDPI-Zeitschriften ein Impact Factor ausgewiesen. Daneben sind laut MDPI 72 Zeitschriften aus dem Bereich der Biomedizin und der Biowissenschaften in PubMed Central archiviert, dem größten frei zugänglichen Archiv für biomedizinische Fachliteratur. Artikel aus 300 Zeitschriften werden zusätzlich in Scopus indexiert und 14 in der auf Ingenieurwissenschaften spezialisierten Datenbank Ei Compendex.
Im Einklang mit den OASPA-Richtlinien werden seit 2008 alle Artikel in MDPI-Zeitschriften unter der Creative-Commons-Lizenz CC-BY veröffentlicht und in den digitalen Archiven der Schweizerischen Nationalbibliothek und von CLOCKSS aufgehoben.

## Vorwürfe des Predatory Publishing
MDPI ist seit 2014 dem Vorwurf des Predatory Publishing ausgesetzt, als der Bibliothekar Jeffrey Beall MDPI kurzzeitig auf seine vielbeachtete Liste möglicher Raubverlage aufnahm. Die 2014 von der OASPA durchgeführte Untersuchung stellte jedoch keine Verstöße fest.
Im Kern der Kritik am Verlag steht der Vorwurf, einen kritischen Peer-Review-Prozess zu vernachlässigen, um mehr Artikel publizieren und in Rechnung stellen zu können, auch wenn sie nicht die notwendigen wissenschaftlichen Qualitätskriterien erfüllen. 2018 traten alle zehn Herausgeber von Nutrients zurück, weil sie sich von MDPI unter Druck gesetzt fühlten, ihre wissenschaftlichen Standards zugunsten eines laxeren Begutachtungsprozesses und einer höheren Annahmequote zu senken. Als ein Indiz für den nicht mehr ernst zu nehmenden Peer-Review-Prozess gilt auch die nunmehr auf durchschnittlich 37 Tage verkürzte Zeit von der Einreichung bis zur Entscheidung über die Publikation eines Manuskripts. Die Zeitschriften des nicht-kommerziellen Open-Access-Konkurrenten PLOS brauchen durchschnittlich 200 Tage.
Die Selbstzitationsrate einiger Journals der MDPI-Verlages sowie die Rate an Zitationen innerhalb der MDPI-Gruppe ist nach Ergebnissen einer 2021 veröffentlichten Studie überdurchschnittlich hoch. Das führt zu einer künstlichen Erhöhung des Impact Factors des jeweiligen Journals.
Weiterhin wird das inflationäre Wachstum von Special Issues von MDPI-Zeitschriften kritisiert. Manche MDPI-Zeitschriften veröffentlichen vier Special Issues pro Tag. Kritiker unterstellen, dass Special Issues besonders anfällig für die Manipulation durch Gastherausgeber sind, die entweder fachlich nicht qualifiziert sind oder einen Interessenkonflikt haben.
Ohne seine Gründe transparent zu machen, entzog Clarivate am 20. März 2023 dem International Journal of Environmental Research and Public Health und dem Journal of Risk and Financial Management den Impact Factor und entfernte die beiden Zeitschriften mit weitreichenden Konsequenzen aus seiner Web of Science Datenbank. Das International Journal of Environmental Research and Public Health hatte 2022 insgesamt 17.000 Artikel veröffentlicht. Beobachter gehen davon aus, dass die unüberschaubare Anzahl seiner Special Issues im Kern der Kritik liegen. Dabei publizierten die Gastherausgeber in den Special Issues häufig ihre eigenen Werke oder die ihrer Fakultätskollegen.
Mit explizitem Verweis auf die Praktiken von MDPI führte der Norwegian Scientific Index 2021 das Niveau X für Zeitschriften ein, die im Verdacht stehen, sich Praktiken des Predatory Publishing zu bedienen.
Im November 2023 warnten Metin Tolan und Bernhard Brümmer Beschäftigte und Studierende der Georg-August-Universität Göttingen vor den Gefahren für ihre wissenschaftliche Reputation und Karriere, die mit der Publikation bei MDPI einhergehen könnten.
Im Dezember 2024 stufte das Finnländische Publikationsforum (JUFO) 193 Journals von MDPI als Graubereich-Journals ein und wertete sie auf Level 0 seiner Bewertungsskala ab. JUFO wich mit der Massenabwertung erstmals von einer strikt individuellen Bewertung jedes einzelnen Journals ab und gab an, auch das Geschäftsmodell des Herausgebers berücksichtigen zu können. MDPIs Modell basiere auf Artikelbearbeitungsgebühren und ziele darauf, die Anzahl veröffentlichter Artikel trotz eines Minimums an redaktioneller Arbeit und Qualitätskontrolle zu maximieren.

### Aggressive Ansprachemethoden
Die Werbemethoden von MDPI gelten vielen Beobachtern als übermäßig aggressiv. Der Verlag wird vielfach dafür kritisiert, zahllose Emails an Wissenschaftler zu senden, mit denen sie unaufhörlich zur Artikeleinreichung oder zum Edieren eines Special Issues aufgefordert werden, auch wenn ihnen die nötige Qualifikation offenkundig fehlt.
Jeffrey Beall berichtete, dass speziell MDPI ein Verlag gewesen sei, der auf das Führungspersonal der Universität, bei der Beall tätig war, einwirkte und damit „versuchte, für die Universität so lästig wie möglich zu sein, so dass die Verwaltung die E-Mails so satt bekämen, dass sie [ihn] zum Schweigen bringen würden, um das Problem loszuwerden“. Beall nahm seine Liste später auf Drängen seines Arbeitgebers vom Netz.

### Eingeschränkte Publikationsförderung
An der Fakultät für Medizin der Technischen Universität München waren alle Zeitschriften von MDPI mit Stand vom Juni 2023 von der Publikationsförderung ausgeschlossen.
Die Medizinische Hochschule Hannover hat die Publikation bei MDPI für die Jahre 2023 bis 2025 von der Förderung ausgeschlossen.
Die Georg-August-Universität Göttingen hat MDPI im Februar 2024 von der Publikationsförderung ausgeschlossen.
Die Leibniz Universität Hannover und die Universität Bremen haben die wissenschaftsunterstützende Funktion von MDPI unter kritische Beobachtung gestellt und die Publikationsförderung eingeschränkt.
Nach der Durchführung einer Umfrage zur wahrgenommenen Qualität von MDPI-Zeitschriften fördert die Universität Kassel seit Oktober 2023 Publikationen nur noch dann, wenn die jeweilige Zeitschrift auf eine Positivliste der Fachbereiche gesetzt wurde.
Die Naturwissenschaftliche Fakultät der Südböhmischen Universität in Budweis hat 2021 alle Zeitschriften von MDPI von der Publikationsförderung ausgeschlossen.
Das malaysische Bildungsministerium hat 2023 alle Zeitschriften von MDPI, Frontiers und Hindawi von der Publikationsförderung ausgeschlossen.

## Zeitschriften (Auswahl)
- Algorithms
- Atmosphere
- Biology
- Biomedicines
- Crystals
- Energies
- Entropy
- Genes
- International Journal of Environmental Research and Public Health
- International Journal of Molecular Sciences
- ISPRS International Journal of Geo-Information
- Life
- Marine Drugs
- Materials
- Membranes
- Molbank
- Molecules
- Nutrients
- Polymers
- Remote Sensing
- Risks
- Scientia Pharmaceutica
- Sensors
- Toxins
- Sustainability
- Viruses
- Water